# 21380 Деванссі
21380 Деванссі (21380 Devanssay) — астероїд головного поясу, відкритий 27 лютого 1998 року.
Тіссеранів параметр щодо Юпітера — 3,576.